# Läkerols kulturpris
Läkerols kulturpris var ett danskt (sedan 1955) och svenskt (sedan 1971) pris, uppkallat efter halstabletten Läkerol. Det utdelades årligen till en kulturpersonlighet från respektive land. Priset instiftades av Bengt Ahlgren som var verkställande direktör för Ahlgrens Tekniska Fabrik AB i Gävle. Under andra världskriget engagerade han sig i dansk flyktinghjälp.
Priset upphörde 2000 i Sverige och likaså i Danmark runt samma år.

## Mottagare av Läkerols danska kulturpris
- 1955 - Anna Borg[1]
- 1956 - Finn Høffding
- 1957 - Hans Hartvig Seedorff
- 1958 - Johannes Brøndsted
- 1959 - Kjeld Hansen, Jacob Paludan
- 1960 - P.V. Glob
- 1961 - Thomas Jensen
- 1962 - Svend Engelund
- 1963 - Lily Weiding
- 1964 - Anna Lærkesen
- 1965 - Henning Brøndsted
- 1966 - Knud Agger
- 1967 - Einar Nørby
- 1968 - Jens Kruuse, Hakon Stangerup
- 1969 - Bodil Kjer
- 1970 - Palle Lauring
- 1971 - Vivi Flindt
- 1972 - Poul Reichhardt
- 1973 - C.F. Møller
- 1974 - Svend Kragh-Jacobsen
- 1975 - Ghita Nørby
- 1976 - Erling Bløndal Bengtsson
- 1977 - Ejler Bille
- 1978 - Piet Hein
- 1979 - Jørn Utzon
- 1980 - Vagn Holmboe
- 1981 - Peter Seeberg
- 1982 - Jørgen Reenberg
- 1983 - Knud W. Jensen
- 1984 - Sam Besekow
- 1985 - Malene Schwartz
- 1986 - Elsa Gress
- 1987 - Svend Asmussen
- 1988 - Peter Schaufuss
- 1989 - Ib Hansen
- 1990 -
- 1991 - Rigmor Mydtskov
- 1992 - Henning Larsen
- 1993 - Søren Ulrik Thomsen
- 1994 -
- 1995 - Inga Nielsen
- 1996 - Kirsten Olesen
- 1997 - Palle Nielsen
- 1998 - Jørgen Nørgaard
- 1999 - Francesco Cristofoli

## Mottagare av Läkerols svenska kulturpris
- 1971 - Bengt Holmqvist
- 1972 -  Povel Ramel
- 1973 - Irma Christenson
- 1974 - Arne Jones
- 1975 - Elsa Grave
- 1976 - Håkan Hagegård
- 1977 - Alf Henrikson
- 1978 - Peter Tillberg
- 1979 - Lars Edlund
- 1980 - Birgit Åkesson
- 1981 - Harry Järv
- 1982 - Bengt Lagerkvist
- 1983 - Gösta Engström
- 1984 - Karl-Erik Welin
- 1985 - Erik Beckman
- 1986 - Bengt Lindroos
- 1987 - Malou Höjer
- 1988 - Curt Asker
- 1989 - Mats Zetterqvist
- 1990 - Anita Björk
- 1991 - Johan Asplund - "för sina idékritiska essäer, som präglas av skarpsinne, integritet och osviklig språkkänsla".
- 1992 - Olle Adolphson - "Du får det i en tid av skränig fördumning, för den doft du sprider i denna unkna värld".
- 1993 - Kajsa Mattas
- 1994 - Lars Andersson
- 1995 - Thorsten Flinck
- 1996 - Karin Rehnqvist - "för sin förnyelse av förhållandet folkmusik - konstmusik".
- 1997 - Per Friberg (50 000 kronor).
- 1998 - Margaretha Åsberg
- 1999 - Gustaf Sjökvist
- 2000 - Anders Olsson (100 000 kronor).